# Ramón Riera Guardiola

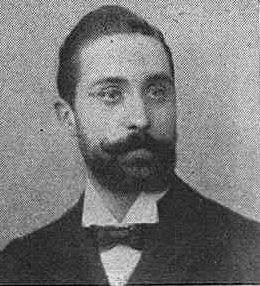
Ramón Riera Guardiola

Ramón Riera Guardiola (San Andrés de Palomar, 18 de enero de 1875 - Barcelona, 1 de junio de 1955) fue un empresario y político tradicionalista español, socio de Fomento del Trabajo Nacional y de la Sociedad Económica Barcelonesa de Amigos del País.

## Biografía
Heredó de su padre una fábrica de curtidos en San Andrés de Palomar, fundada a principios del siglo XX, que se vio obligado a vender debido a una crisis. Posteriormente alquiló otra fábrica con la que continuó en la misma actividad.
Empezó a militar en la Comunión Tradicionalista después de haber acompañado varias veces a mítines a un pariente suyo que era muy carlista. Miembro de la Junta Directiva del Círculo Tradicionalista de San Andrés, fue elegido concejal jaimista en el Ayuntamiento de Barcelona en las elecciones municipales de 1911. En el desempeño del cargo se preocupó por los intereses de los obreros.
Como católico militante, emprendió varias campañas contra el anticlericalismo promovido por los concejales del Partido Republicano Radical. Posteriormente se negó a participar en un caso de corrupción urbanística, que denunció, presentando su dimisión ante el secretario del Ayuntamiento con estas palabras:

«Ahí tiene usted mi dimisión. Entréguela al Concejo. Más quiero ser ciudadano raso con honra plena que concejal con ella en entredicho.»

En 1917 era contador de la Junta Regional de Cataluña de la Comunión Tradicionalista. Según un artículo publicado en El Siglo Futuro en 1936, los obreros sindicalistas de San Andrés le tenían gran respeto, por lo que no le molestaban en su rezo diario del Rosario.
Al producirse el Alzamiento Nacional del 18 de julio de 1936, era el jefe de la Comunión Tradicionalista en la ciudad de Barcelona. Durante el Congreso Eucarístico Internacional de 1952 celebrado en Barcelona, recibió un diploma del obispo Gregorio Modrego.

## Descendencia
Dos de sus hijos, Juan y Luis Riera Bartra, comprometidos con el Requeté, acudieron en defensa de los Cuarteles de Artillería de San Andrés, al producirse en Barcelona la sublevación contra el gobierno el 19 de julio de 1936, junto con los militares sublevados y civiles afiliados a la Comunión Tradicionalista y Renovación Española. Tras escapar de Cataluña, los tres hermanos lograron pasar a la zona nacional y combatieron en la Guerra Civil.
Posteriormente Ignacio Riera Bartra fue concejal del Ayuntamiento de Barcelona por el tercio familiar entre 1961 y 1966. Luis Riera Bartra fue doctor en ginecología. En honor de este último, su sobrino Ramón Riera Rovira, hijo de Ignacio, puso a la clínica ginecológica que dirige en Barcelona el nombre Institut Riera Bartra.